# Theobald Wolfe Tone
Theobald Wolfe Tone, född 20 juni 1763 i Dublin, död 19 november 1798 i Dublin, var en irländsk nationalist och upprorsman. På Irland har Wolfe Tone tidvis betraktats som en nationalhjälte.
Wolfe Tone var son till en vagnmakare. Efter en stormig ungdom blev han 1789 advokat och det var i rättssalen som han började sin politiska kamp för att ge katolikerna rättigheter. Från 1790 ägnade han sig åt irländsk politik, sedan han förgäves försökt intressera den brittiska regeringen för sitt projekt att bygga upp en militärkoloni på någon av Söderhavsöarna. Han väckte 1791 stort uppseende genom en broschyr där han, trots att han var protestant, förordade att katolikerna skulle befrias från tvångslagarna för att Irland skulle kunna samlas till självständighetskamp med andra medel än de parlamentariska, som Grattan förordade. 

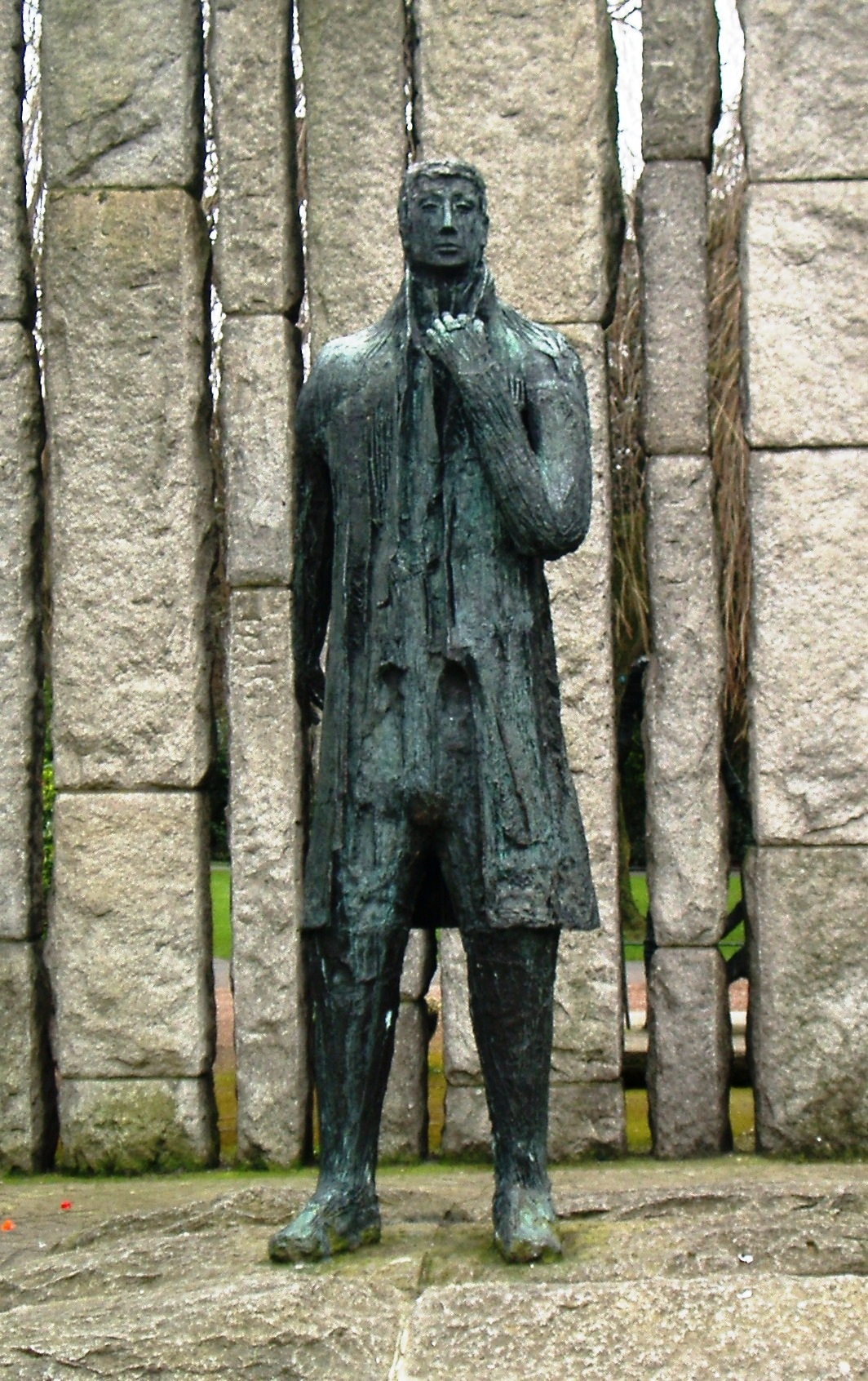
Staty av Wolfe Tone i Dublin.

Hösten 1791 bildade Wolfe Tone tillsammans med Thomas Russell och James Napper Tandy föreningen United Irishmen. United Irishmen som organisation bestod av i huvudsak tre intressegrupper: protestanter som likt Tone såg sina karriärer beskurna eftersom de saknade de rätta kontakterna med administrationen som fanns på engelsk sida, katoliker som ville upphäva strafflagarna riktade mot dem och presbyterianerna som även de var drabbade av strafflagar om än inte lika kraftiga som de riktade mot katolikerna. Föreningens ändamål var ursprungligen allmänt reformvänliga, men Wolfe Tones inflytande gjorde att den ändrades och blev revolutionär. 
1792-1793 var han avlönad sekreterare i de irländska katolikernas politiska kommitté. Han samarbetade 1794 med en agent som den franska regeringen sänt till Irland, den revolutionäre prästen William Jackson, och utarbetade för dennes räkning en redogörelse för läget på Irland, särskilt med avseende på förutsättningarna för en tänkt fransk invasion. När detta dokument kom i myndigheternas händer, lyckades Wolfe Tone få till stånd en uppgörelse med regeringen om att han skulle slippa straff mot att han lämnade upplysningar om Jacksons verksamhet och emigrerade till Amerika (juni 1795). 
Wolfe Tone återvände till Europa redan i januari 1796 för att påverka franska regeringen för invasionsplanen. Han mottogs välvilligt av Carnot och utnämndes till brigadchef i franska armén (juni) samt generaladjutant åt general Hoche, invasionsföretagets tilltänkte chef. En fransk eskader med Wolfe Tone och 15,000 man landstigningstrupper ombord avgick 15 december från Brest, men skingrades av storm och återvände. Ett nytt försök med en holländsk eskader sommaren 1797 misslyckades på liknande sätt. Sedan hans beskyddare Hoche dött (september 1797), lyckades han endast förmå direktoriet att släppa till smärre truppstyrkor som stöd för den länge planerade resningen. Wolfe Tone följde med en sådan expedition och blev tillfångatagen efter en sjöstrid vid Lough Swilly (12 oktober). Hans franska officersfullmakt hindrade inte krigsrätten från att döma honom till döden som förrädare. För att undgå hängning skar han sig i halsen med en pennkniv och avled efter 8 dagar. 
Före 1840-talet förekommer knappt något skrivet material om Wolfe Tone överhuvudtaget. Young Ireland som ville frigöra ön från britterna med våld började skriva om hans liv som ett föredöme för kampen på 1840-talet vilket han även under senare tids kamp kom att ses som. År 1898 firade Sinn Fein hundraårsminnet av hans död och Tone sågs då allmänt som en förebild för de som ville frigöra Irland från Storbritannien.